# Alberta, Minnesota
Alberta är en ort i Stevens County i Minnesota. Vid 2020 års folkräkning hade Alberta 94 invånare.